# 金寨县
金寨县是中華人民共和国安徽省六安市下辖的一个县，地处大别山北麓，安徽、河南、湖北三省交界处。2020年11月，入选“第六届全国文明城市”。区域总面积为3,918.96平方公里。

## 历史
金寨縣得名於現已淹沒於梅山水庫之下的金家寨。金寨建于唐朝末年，最初名為金钗镇，后有金氏在金钗镇設立寨子並在此聚居，於是得名金家寨。南宋時，金兵南下，元人入侵，县内主要山寨多为军事要冲。第一次国共内战期间，这里是鄂豫皖革命根据地的核心部分。1929年，境内爆发了立夏节起义、六霍起义。1932年9月，在第四次围剿中，国军卫立煌部进占金家寨，国民政府为加强对鄂豫皖边区的统治，划安徽、河南、湖北三省交界部分边区，始设立煌县，以驻军将领卫立煌命名，嘉奖其平叛之功，治金家寨，属河南省。1933年改属安徽省。1938年安徽省省会安庆沦陷，安徽省政府迁至立煌县，直到1945年抗战胜利。
1947年9月上旬，刘邓大军三纵八旅攻克立煌县城，更名金寨县；后分设金东、金西两县，1949年合并为金寨县；1955年建梅山水库，金家寨被淹，县政府迁梅山镇；先后属六安专区、六安地区、六安市。

## 人口
根据金寨县第七次全国人口普查结果，现将2020年11月1日零时全县常住人口的情况公布如下：全县常住人口为496501人，与2010年金寨县第六次全国人口普查的514456人相比，减少17955人，下降3.49%，年均减少0.35%。

## 地理
金寨县地势自西南向东北方向阶梯状下降。大别山由西南向东北贯穿全境，群山起伏，河流纵横，千米以上山峰有116座，主峰天堂寨海拔1729.1米，最低处是白塔畈乡的灌口集，海拔59.5米。
- 中山区：海拔800米以上，分布在南部、西部，面积20万公顷，坡度多在30～50°之间，水力资源丰富；
- 低山丘陵区：海拔400～800米之间，分布在梅、响两大水库周围，面积15.98万公顷，坡度在25°左右，山间夹有较为开阔的谷地，接近盆地，河道高宽，水流渐缓，易于淤积；
- 岗丘平畈区：海拔500米以下，分布在北部，面积2.86万公顷。

境内史河上游建有大型水库梅山水库，淠河上游建有大型水库响洪甸水库。

## 行政区划
金寨县下辖13个镇、10个乡：
梅山镇、麻埠镇、青山镇、燕子河镇、天堂寨镇、古碑镇、吴家店镇、斑竹园镇、汤家汇镇、南溪镇、双河镇、白塔畈镇、流波䃥镇、油坊店乡、长岭乡、槐树湾乡、花石乡、沙河乡、桃岭乡、果子园乡、关庙乡、全军乡、铁冲乡和金寨经济开发区。

## 交通
- 209省道、210省道，北部临312国道
- 沪蓉高速公路，北部临沪陕高速公路
- 合武铁路，北部临宁西铁路

## 资源
2011年探查发现金寨沙坪沟钼矿的钼储量约有220万吨以上，达到世界第二，潜在经济价值超6000亿。

## 景点
- 天堂寨：为国家5A级旅游景区、国家级自然保护区、国家森林公园，被誉为“华东最后一片原始森林”。
- 梅山水库、响洪甸水库：为中国国家水利风景区。
- 全国重点文物保护单位：金寨革命旧址群。
  - 立夏节起义总指挥部旧址—穿石庙
  - 立夏节起义首发地—大王庙
  - 红32师成立旧址—朱氏祠
  - 豫东南道委、道苏和赤城县苏府旧址—接善寺
  - 列宁小学旧址—周氏民居
  - 赤城县赤色邮政局旧址—徐氏祠
  - 鄂豫皖省委会议及红25军、红28军合编地—胡氏祠 [6]
- 安徽省文物保护单位：中共鄂豫皖区委会旧址、六安中心县委、六英霍暴动总指挥旧址。
- 马鬃岭自然保护区
- 八湾古民居